# Albert Bessler
Albert Bessler (né le 15 février 1905 à Hambourg, mort le 3 décembre 1975 à Berlin) est un acteur et metteur en scène allemand.

## Biographie
Après une formation comme employé de banque, il prend des cours de théâtre et fait ses débuts à Hambourg en 1927. Il travaille ensuite dans les théâtres de Beuthen et Wuppertal puis joue la comédie sur le front russe. Il fait sa première apparition au cinéma en 1942 dans le film de propagande Fronttheater (de) produit par Terra Film.
Après la guerre, Bessler joue au Schlosspark Theater qui réunit aussi le Schillertheater et le Staattheater. Il devient plus tard metteur en scène et intendant adjoint du Staatliche Schauspielbühnen Berlin (de). Bessler en devient membre d'honneur lorsqu'il prend sa retraite du théâtre en 1972 à cause d'une maladie grave.
À côté du théâtre, Bessler continue aussi sa carrière au cinéma. Après Die blauen Schwerter (de) produit par la DEFA en 1949, il joue principalement dans des productions ouest-allemandes. Parmi ses rôles au cinéma les plus connus, il y a ceux des adaptations d'Edgar Wallace, comme L'Énigme du serpent noir, et la série du docteur Mabuse. À la télévision, on retient le médecin douteux Norman Swanson dans le policier Melissa (de), adaptation de Francis Durbridge.
Albert Bessler fut jusqu'à sa mort l'époux en secondes noces de l'actrice Else Reuss.

## Filmographie
Cinéma
- 1942 : Fronttheater (de)
- 1948 : Ballade berlinoise
- 1949 : Die blauen Schwerter (de)
- 1954 : Das ideale Brautpaar
- 1958 : Avouez, Docteur Corda
- 1958 : Les chiens sont lâchés
- 1958 : Majestät auf Abwegen
- 1959 : Aus dem Tagebuch eines Frauenarztes
- 1959 : Grand Hôtel
- 1959 : Les Mutins du Yorik
- 1960 : La Grande Vie
- 1960 : Liebling der Götter
- 1960 : Le Vengeur défie Scotland Yard
- 1960 : Le Joueur d'échecs
- 1960 : Le Diabolique Docteur Mabuse
- 1960 : Die Fastnachtsbeichte (Confession du Mardi-Gras)
- 1960 : La Jeune Pécheresse
- 1960 : Le Dernier Témoin
- 1961 : Unter Ausschluß der Öffentlichkeit
- 1961 : Le Retour du docteur Mabuse
- 1961 : L'Étrange Comtesse
- 1962 : Ich kann nicht länger schweigen (de)
- 1962 : Agence matrimoniale Aurora
- 1962 : Le Testament du docteur Mabuse
- 1963 : L'Énigme du serpent noir
- 1963 : Der Würger von Schloss Blackmoor (de)
- 1963 : Mabuse attaque Scotland Yard
- 1963 : Le Bourreau de Londres
- 1963 : Piccadilly minuit douze (de)
- 1964 : Der Fall X701
- 1965 : Neues vom Hexer
- 1965 : Jess ne pardonne pas (de)
- 1966 : Lange Beine – lange Finger
- 1966 : Le Bossu de Londres
- 1967 : La Main de l'épouvante
- 1968 : Dynamite en soie verte
- 1974 : Sie sind frei, Dr. Korczak (de)

Télévision
- 1965 : Romulus der Große
- 1966 : Melissa (de)
- 1968 : Mexikanische Revolution
- 1968 : Die Stimme im Glas
- 1968 : Madame Bovary
- 1969 : Spion unter der Haube
- 1969 : Waterloo
- 1970 : Das Bastardzeichen
- 1970 : Schlagzeilen über einen Mord
- 1970 : Gneisenau – Die politische Auflehnung eines Soldaten
- 1970 : General Oster – Verräter oder Patriot?
- 1971 : Narrenspiegel
- 1972 : Altersheim

Séries télévisées
- 1964 : Das Haus der Schlangen
- 1965 : Krimi-Quiz – Amateure als Kriminalisten
- 1970 : Miss Molly Mill : Mumienschanz
- 1970 : Miss Molly Mill : Der Gärtner war es
- 1973 : Die Kriminalerzählung : Mann vermißt
- 1975 : Inspecteur Derrick : L'Ami de Kamilla